# J. Ford Laning

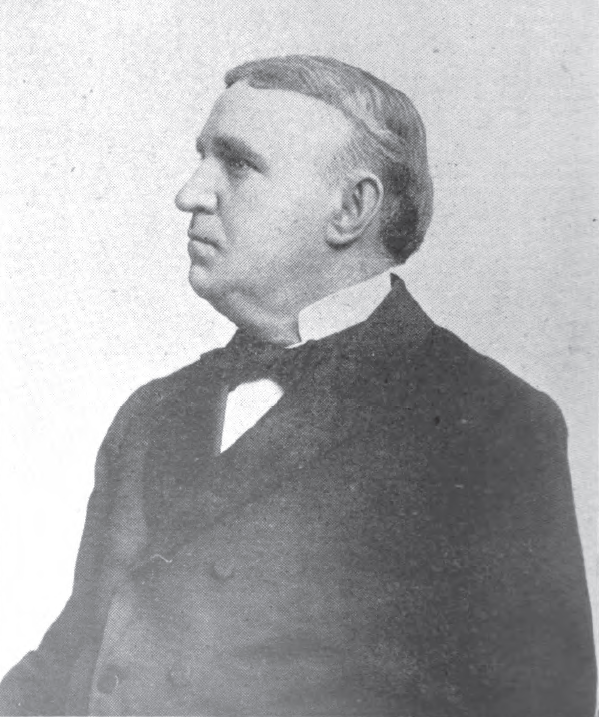
J. Ford Laning

Jay Ford Laning (* 15. Mai 1853 in New London, Huron County, Ohio; † 1. September 1941 in Norwalk, Ohio) war ein US-amerikanischer Politiker. Zwischen 1907 und 1909 vertrat er den Bundesstaat Ohio im US-Repräsentantenhaus.

## Werdegang
J. Ford Laning besuchte die öffentlichen Schulen seiner Heimat und die Savannah Academy, ebenfalls in Ohio. Danach absolvierte er die Baldwin University in Berea. Nach einem Jurastudium und seiner 1875 erfolgten Zulassung als Rechtsanwalt begann er in New London in diesem Beruf zu arbeiten. Von 1875 bis 1881 amtierte er dort auch als Friedensrichter. Im Jahr 1876 gehörte er dem Gemeinderat von New London an. Im Januar 1882 zog er nach Norwalk, wo er bis 1885 als Rechtsanwalt praktizierte. Danach stieg er in das Verlagsgeschäft ein. Gleichzeitig schlug er als Mitglied der Republikanischen Partei eine politische Laufbahn ein. Von 1887 bis 1889 saß er im Stadtrat von Norwalk; und von 1893 bis 1897 war er Mitglied des Senats von Ohio. In den Jahren 1904 und 1908 war er Delegierter auf den Republican National Conventions, auf denen Theodore Roosevelt bzw. William Howard Taft als Präsidentschaftskandidaten nominiert wurden.
Bei den Kongresswahlen des Jahres 1906 wurde Laning im 14. Wahlbezirk von Ohio in das US-Repräsentantenhaus in Washington, D.C. gewählt, wo er am 4. März 1907 die Nachfolge von Amos R. Webber antrat. Im Jahr 1908 wurde er von seiner Partei zur Wiederwahl aufgestellt; er lehnte die Nominierung dann aber ab. Daher konnte er bis zum 3. März 1909 nur eine Legislaturperiode im Kongress absolvieren. Nach seiner Zeit im US-Repräsentantenhaus arbeitete Laning wieder im Verlagswesen. Außerdem befasste er sich mit Gesetz- und Schulbüchern, die er neu verfasste, überarbeitete und veröffentlichte. Er starb am 1. September 1941 in Norwalk, wo er auch beigesetzt wurde.